# أحمد قدري
أحمد قدري (مواليد 13 ديسمبر 1982) هو لاعب كرة قدم سعودي لعب سابقاً في نادي حطين .